# Božidar Avramov
Bozhidar Avramov (nacido el 8 de marzo de 1990 en Varna, Bulgaria) es un jugador de baloncesto Búlgaro, que pertenece a la plantilla del Supernova Fiumicino. Mide 1.94 y ocupa habitualmente la posición de base, aunque también puede jugar de escolta. 

## Trayectoria deportiva
"Bojo", como así se le conoce, se formó en el Cherno More, destaca por su excelente visión y comprensión del juego, la rapidez de sus acciones y velocidad en el juego y su descaro para penetrar a canasta. También destaca en el aspecto defensivo donde le gusta estar atento a las líneas de pase para tratar de robar balones. 
Bozhidar Avramov ya era uno de los jugadores más destacados en su país, con lo que su siguiente paso era pasar a formar parte de un equipo profesional o seguir creciendo lejos de casa, donde el nivel fuese más competitivo. En Bulgaria, Avramov se convirtió en el jugador más joven en disputar el All Star de la liga búlgara (abril de 2007). Pese a que los aficionados no le eligieron para el partido, fue invitado a participar por deseo expreso del entrenador del equipo del Norte: el ex internacional búlgaro George Mladenov.
Poco tiempo después, durante el pasado verano, Avramov formó parte de la selección U18 que disputó el europeo de la categoría en Madrid, de la U20 que jugó el europeo en Nova Gorica (Eslovenia) y Gorizia (Italia) e incluso estuvo con la preselección absoluta hasta que el seleccionador Konstantin Papazov lo cortó para dejarle centrarse en las selecciones inferiores.
En Madrid su actuación -siendo júnior de primer año- fue bastante destacada con 14.3 puntos por partido, junto a 5.5 rebotes y 3.8 asistencias en 37 minutos de juego, siendo el líder de su selección que no tuvo un buen papel (acabó 14.ª). En el sub-20, jugando con compañeros y rivales hasta tres años mayores, también gozó de protagonismo en la selección de Bulgaria y disputó 24 minutos por partido, en los que anotó 7.9 puntos, capturó 1 rebote y repartió 2.4 asistencias de promedio. Todo ello con buenos porcentajes de tiro. Ante España anotó 12 puntos, aunque no sirvieron para evitar la victoria de los nuestros. Bulgaria acabó octava.
El 2 de septiembre de 2007 llegaba a Valencia Basket, equipo en el que juega durante dos años, uno de ellos cedido al Gandía Basket Club.
Después de un breve paso por el Olympia Larissa BC de Grecia, volvería a su país, donde jugaría por un espacio de 4 años en el PBC Lukoil Academic. Sus siguientes equipos serían el Juvecaserta Basket de Italia y el CSU Asesoft Ploiești de Rumanía.

## Clubs
- 2006-07 A-1. Cherno More Varna.  Bulgaria
- 2007-08 LEB. Gandía Basket Club.  España
- 2007-08 ACB. Pamesa Valencia.  España
- 2009: ACB. Valencia Basket Club.  España
- 2010: A1 Ethniki. Olympia Larissa BC.  Grecia
- 2010–2014 PBC Lukoil Academic.  Bulgaria
- 2014–2015 Juvecaserta Basket.  Italia
- 2015	CSU Asesoft Ploiești.  Rumania
- 2015-2018 PBC Lukoil Academic.  Bulgaria
- 2018-2019 BC Levski Sofia.  Bulgaria
- 2019  BCM U Pitești.  Rumania
- 2020  BC Cherno More.  Bulgaria
- 2020-2021 BC Balkan Botevgrad.  Bulgaria
- 2021-2023 BC Spartak Pleven.  Bulgaria
- 2023-2024 PBC CSKA Sofia.  Bulgaria
- 2024-Actualidad Supernova Fiumicino.  Italia